# Alien Siege
Alien Siege (Asediu extraterestru) este un film Sci-Fi din 2005 despre o rasă extraterestră care vine pe Pământ în căutarea unui leac pentru un virus mortal, pentru care antidotul este sângele uman. Este regizat de Robert Stadd, cu Brad Johnson, Carl Weathers și Erin Ross în rolurile principale. 

## Rezumat
O rasă extraterestră avansată numită Kulku cere ca opt milioane de ființe umane să le fie predate pentru a produce un leac pentru virusul care îi ucide. În schimb, Kuklu promit să nu distrugă planeta și să ia doar ceea ce au cerut. În timp ce alte țări își golesc închisorile pentru a încerca să-și îndeplinească cotele, SUA organizează o loterie . Printre cele 8 milioane de americani selectați se află și fiica doctorului Stephen Chase, Heather. Dr. Chase încearcă să interfereze cu planul Kulku, alăturându-se rezistenței umane și ucigând cât mai mulți dintre Kulku. Rezistența are un oarecare succes după ce folosesc o armă proiectată de el, dar Heather este capturată și dusă pe nava-mamă Kulku aflată pe orbită, unde descoperă că doar o mică parte din sângele ei, în loc de tot sângele său ca la alte ființe umane, este suficient pentru a vindeca un Kulku. Jal, ambasadorul Kulku, se pregătește să o trimită pe planeta Kulku. El plănuiește să distrugă Pământul cu arma „Raeg”, ceea ce îi va permite să călătorească în viață în lumea natală a Kulku. 
Între timp, după ce Kulku încep să recolteze oameni, forțele armatei americane sub comanda generalului-maior Skyler, fost inamic al rezistenței, își unesc forțele cu rezistența pentru a-i opri pe Kulku. Folosind telescopul unui observator ca o versiune modificată a armei lui Chase, rezistența se pregătește să folosească arma pentru a distruge Raeg și a salva Pământul, dar un trădător dezvăluie planurile lui Kor, un Kulku care este favorabil omenirii, dar care nu vrea să-și sacrifice propria sa rasă. Kor trimite o echipă de atac la observator pentru a opri rezistența, iar Chase folosește ocazia să se îmbarce pe nava lui Kor și să-l forțeze să-l ducă la nava-mamă Kulku pentru a o salva pe Heather. 
Acolo, ei descoperă că Jal i-a măcelărit pe ceilalți Kulku și plănuiește să se întoarcă în lumea sa natală Kulku, ca un erou cu Heather. Jal îl rănește mortal pe Kor și se luptă cu Chase după ce o eliberează pe Heather. Datorită unei distrageri a atenției din partea lui Heather, Chase are un avantaj și îl ucide pe Jal, dar are de-a face cu un Kor pe moarte care încearcă să detoneze arma Raeg pentru a-și salva propria specie. La observator toți sunt uciș, cu excepția a doi Kulku și a unui om din rezistență. Arma este în sfârșit gata să fie folosită, dar cei doi Kulku rămași aproape îl ucid pe Blair înainte ca generalul Skylar și oamenii săi să apară și să-i termine, permițându-i lui Blair să tragă cu arma și să distrugă Raeg în ultimul moment. Kor în cele din urmă se prăbușește, iar Heather îl ucide ca să se răzbune pentru ceea ce Kulku le-a făcut oamenilor de pe Pământ. Chase reușește să zboare cu o navetă Kulku înapoi la observator unde cei doi se întâlnesc cu Blair și generalul Skylar. 
O emisiune de știri dezvăluie că aproape opt milioane de oameni au murit ca urmare a invaziei Kulku, iar lumea este acum lăsată să se recupereze, în timp ce Kulku probabil mor din cauza virusului pe lumea lor natală.

## Distribuție
- Brad Johnson - Dr. Stephen Chase
- Carl Weathers - general-maior Skyler
- Erin Ross - Heather Chase
- Lilas Lane - Blair
- Nathan Anderson - comandantul Kor
- Michael Cory Davis⁠(d) (Cory Michael Davis) ca Alex
- Gregor Paslawsky ca Jal
- Ray Baker⁠(d) ca președinte
- Vladimir Nikolov ca Leon Royce
- Andrew Deutsch - Carl Hadley
- Atanas Srebrev (Nasko Srebrev) ca Tom
- Carl Ed ca Holbrook
- Ivan Ivanov ca Dr. Baker
- Velizar Binev ca Foster
- Yulian Vergov ca Holland
- Svezhen Mladenov (Svejen Mlabenov) - caporal
- Panayot Tzanev - căpitan
- Boris Pankin - om de știință

## Recepție
O recenzie din DVD Verdict⁠(d) afirmă că: „Alien Siege nu este oribil și are câteva idei interesante, dar interesul meu a fost zguduit pe tot parcursul. Este unul dintre cele mai bune filme originale SciFi, dar asta nu spune mare lucru”. 
O recenzie din Geeks of Doom consideră că: „smulgând fără rușine din V: The Final Battle și Ziua Independenței, și asta este doar pentru început, filmul creat pentru televiziune al lui Robert Stadd este o felie complet plăcută de plăcintă SF care știe exact grupul demografic pe care îl urmărește (dacă te-ai încântat puțin scăparea titlului V, felicitări, tu ești ținta).” 
O recenzie DVD Pub spune că: „există câteva idei bune care se răsfrâng în ALIEN SIEGE, dar după un timp filmul ajunge doar la chestia tipică cu „îmi-salvez-fiica-și-salvez-lumea”. 